# 笹下中央公園
笹下中央公園（ささげちゅうおうこうえん）は、神奈川県横浜市港南区笹下五丁目の台地上にある公園である。

## 概要
高台にある公園で見晴らしがよく、公園からは都市計画道路環状2号線を見下ろし磯子方面、上大岡方面、松本・日野・桜道方面を一望でき、景色が楽しめる公園である。ただし周囲の道は細く駐車スペースはない。
園内管理は笹下中央公園公園愛護会（横浜市が依頼したボランティア団体）が行っており、日々の草刈りや清掃のほか、付近の幼稚園児を集めての「ひまわり栽培交流」などのイベントが行われている。

### 主な施設
- トイレ
- ぶらんこ
- 砂場
- ベンチ
- 花壇（ヒマワリなど）
- 芝生
- 雑色杉本遺跡 - 公園を含むこの台地にある縄文時代から古墳時代の複合遺跡[5]。環状2号線街路整備事業の一環として1989年（平成元年）・1991年（平成3年）・1995年（平成7年）に発掘調査が行われ、縄文時代の遺構（土坑26基・竪穴建物1棟・石組炉1基・溝2条）や、縄文土器・石器が出土している[6]。発掘調査された位置は公園北側の環状2号線上空にあたり、調査後に切り崩され消滅しているが[6]、公園部分は未調査の縄文～古墳時代集落の遺構や包含層が地下に残されていると考えられるため、横浜市により発掘調査の概要と、公園下に遺跡が保存されている旨を示した解説板が立てられている。また公園内は戦国時代に近隣を領した間宮氏の笹下城の縄張となり、家臣の北見掃部の屋敷が作られ切岸と犬走りが存在したというが、発掘の結果曲輪のような城郭遺構と目された平坦な場所は、縄文時代以前に形成された埋没谷による地形であり、城郭または中世に属する遺構は発見されなかったという[7][8]。

## ギャラリー

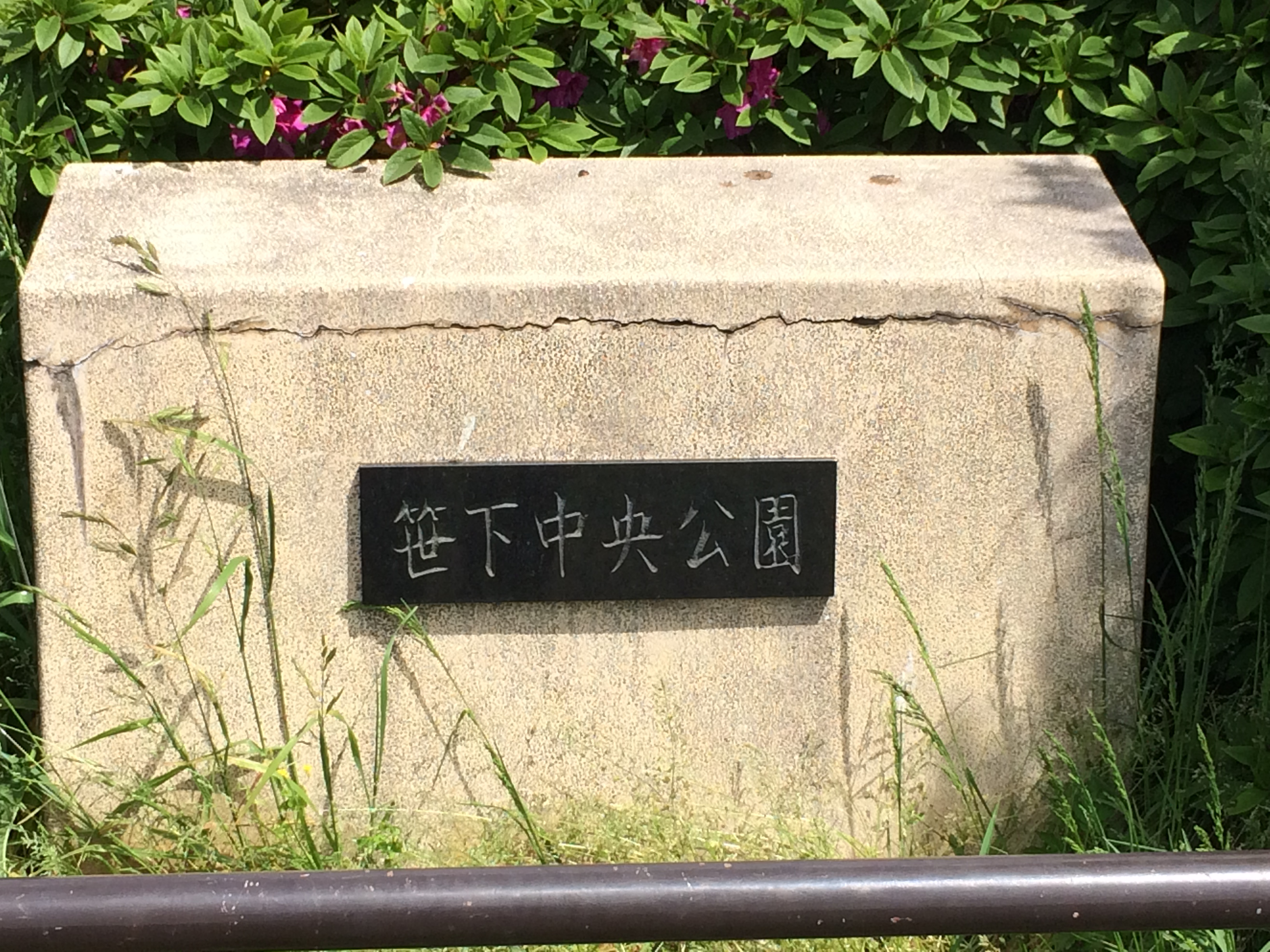
入口
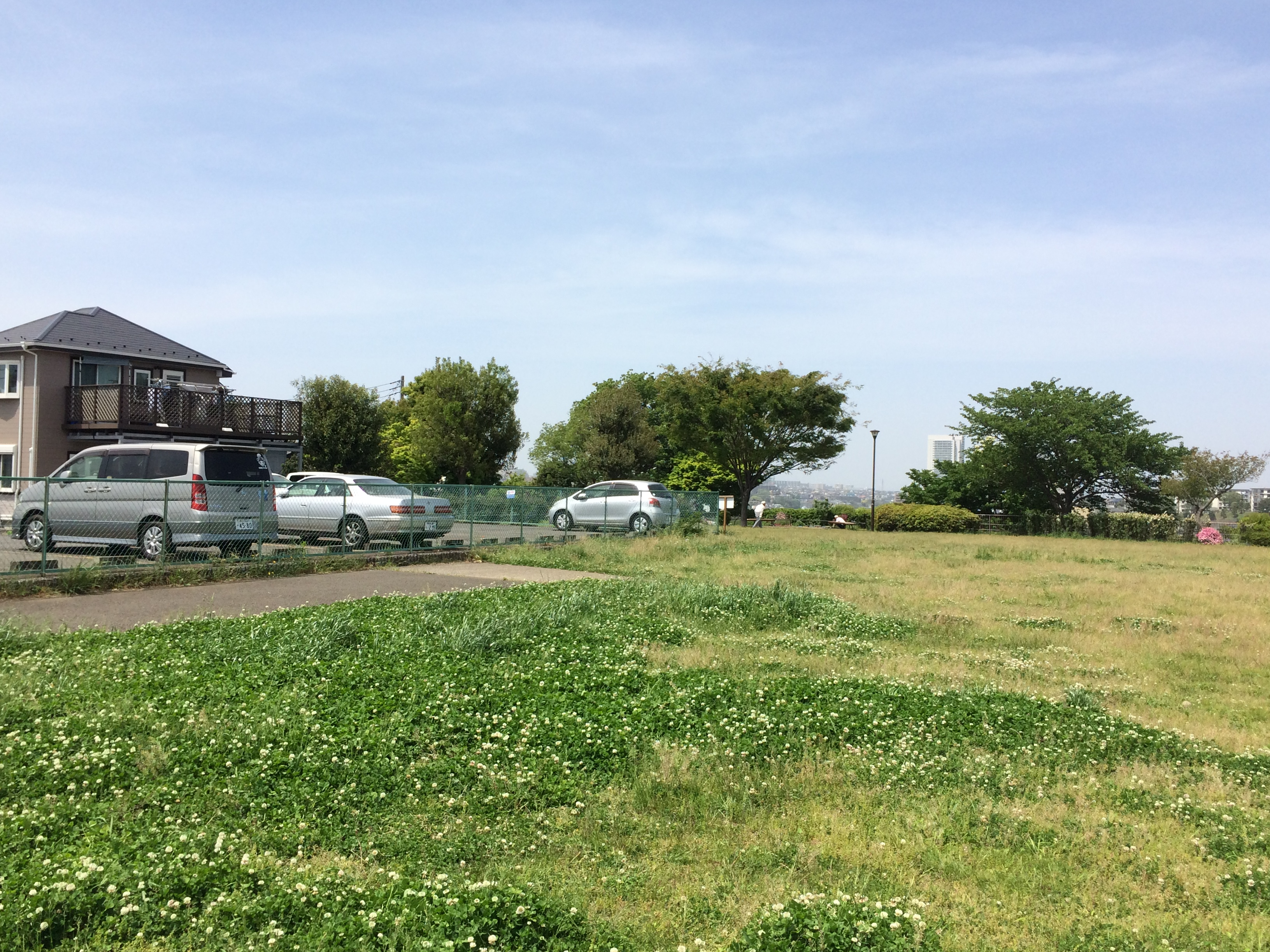
全景
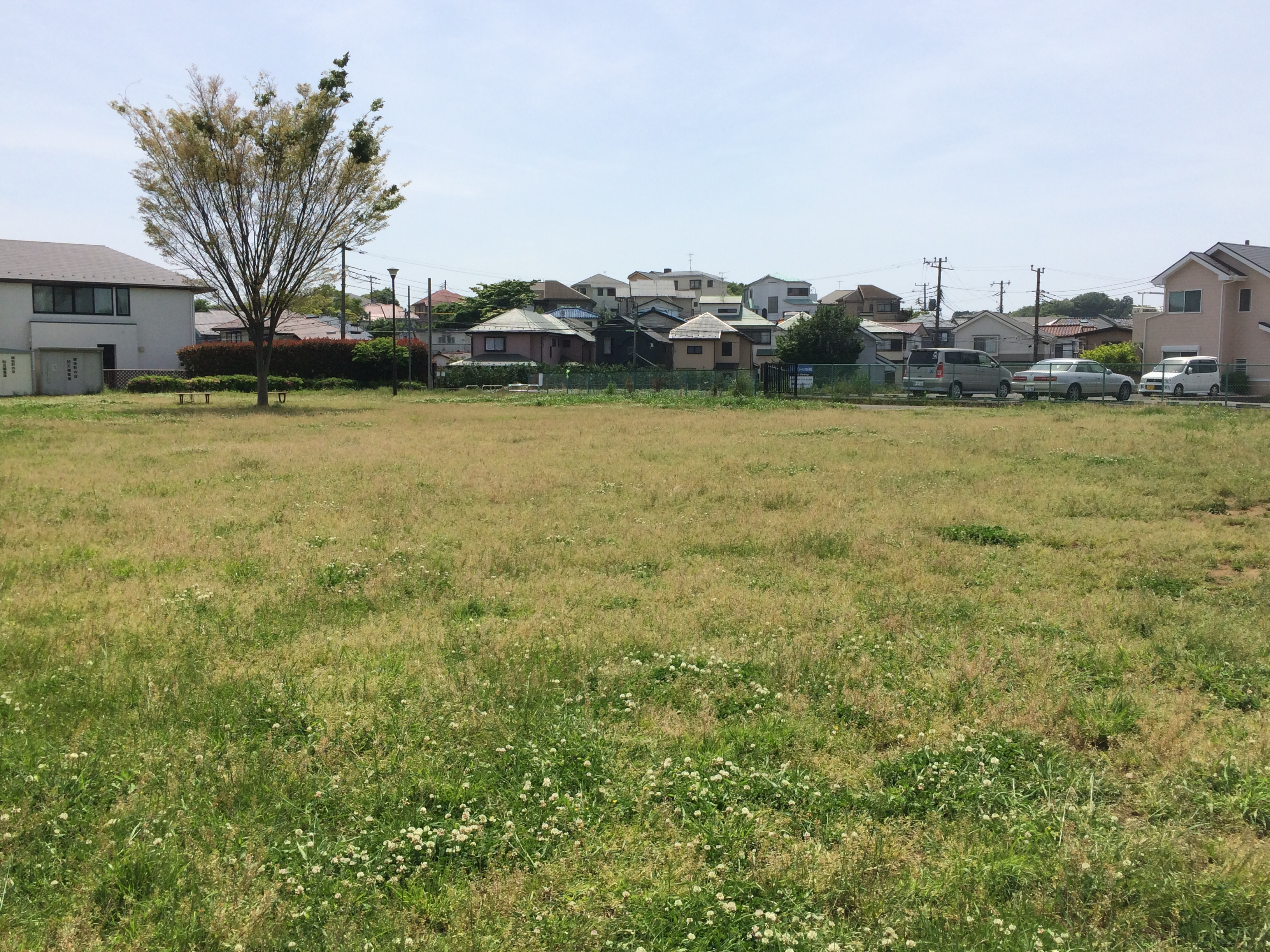
全景2
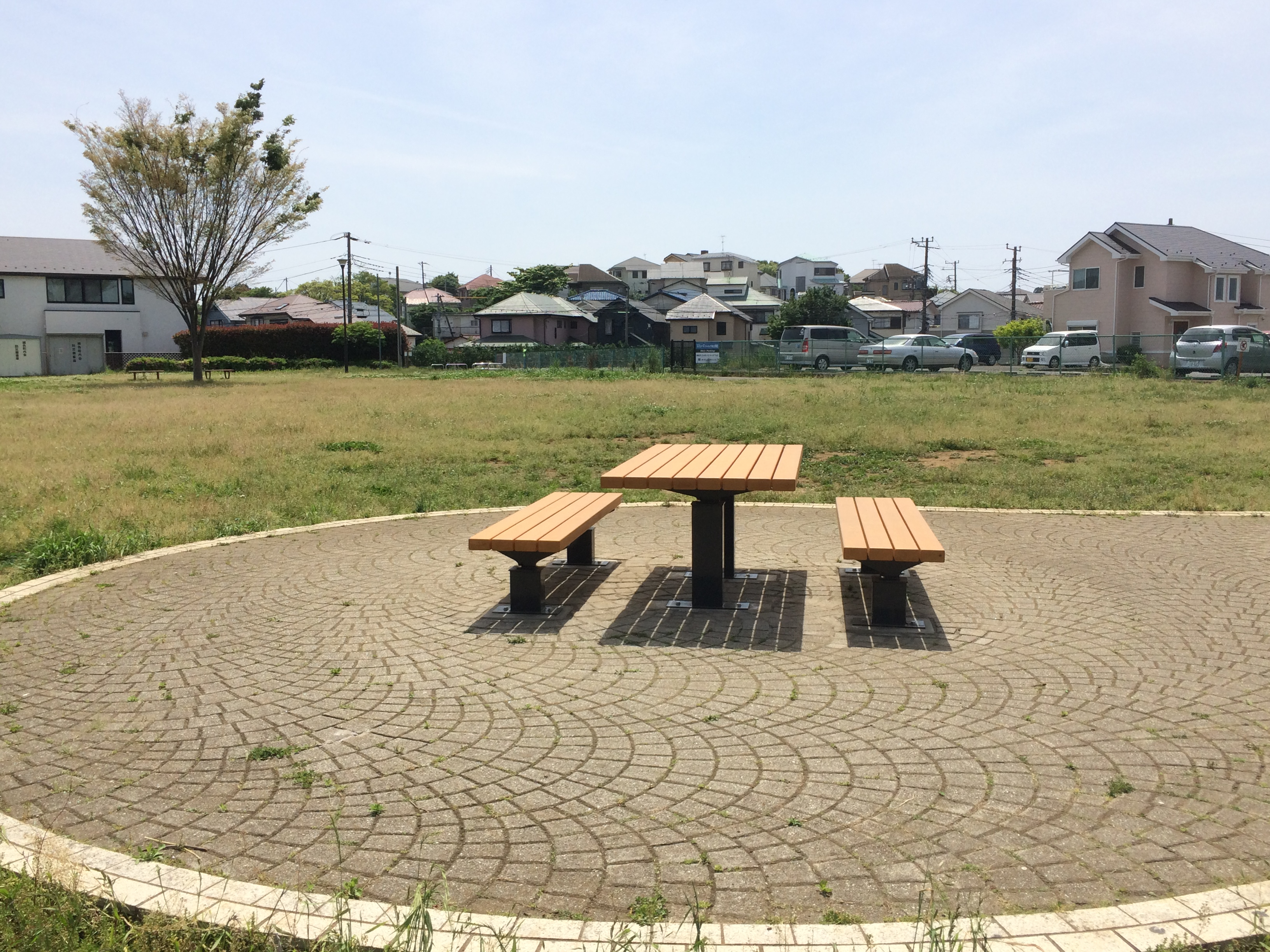
園内のベンチ
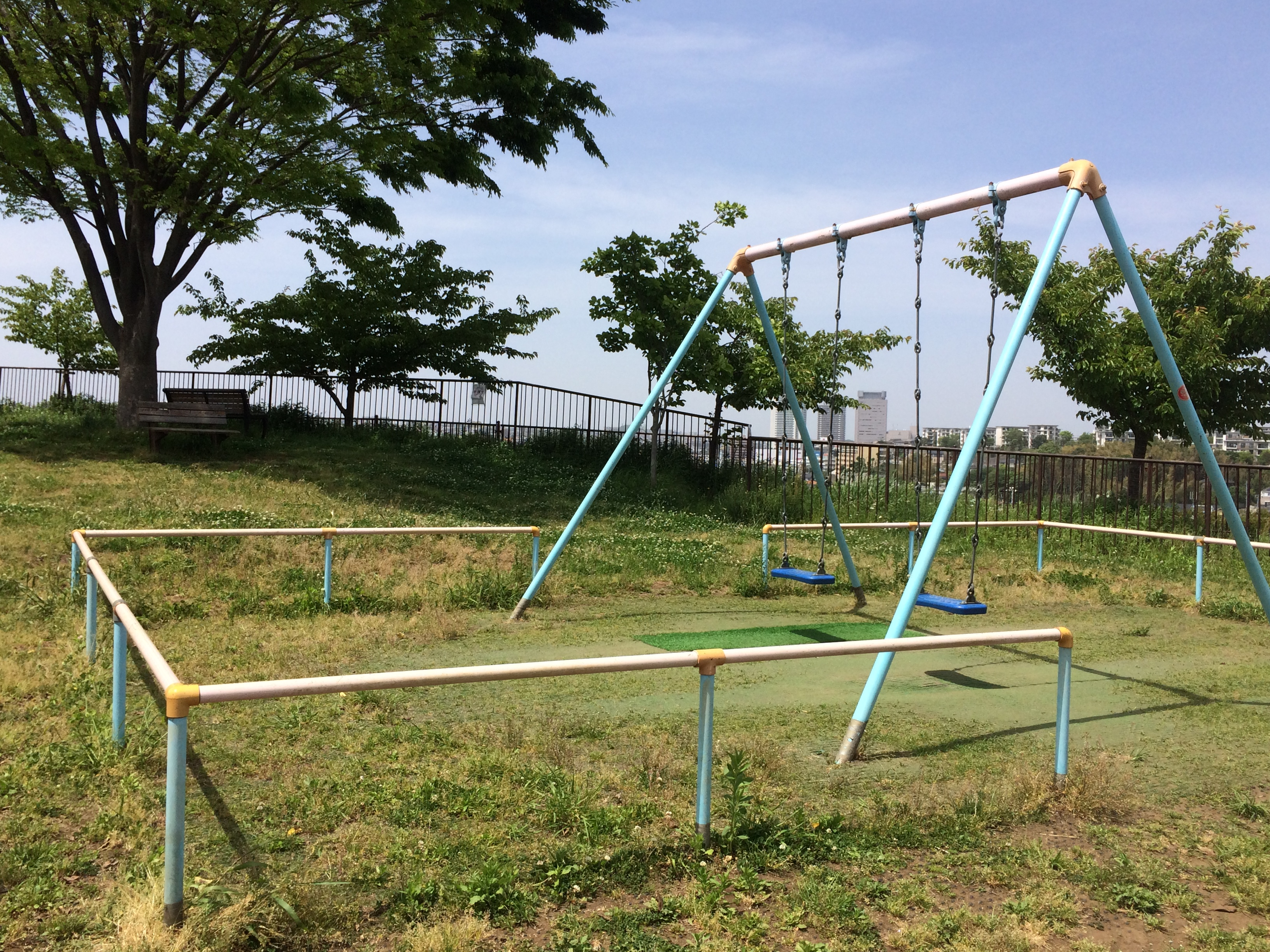
園内のぶらんこ
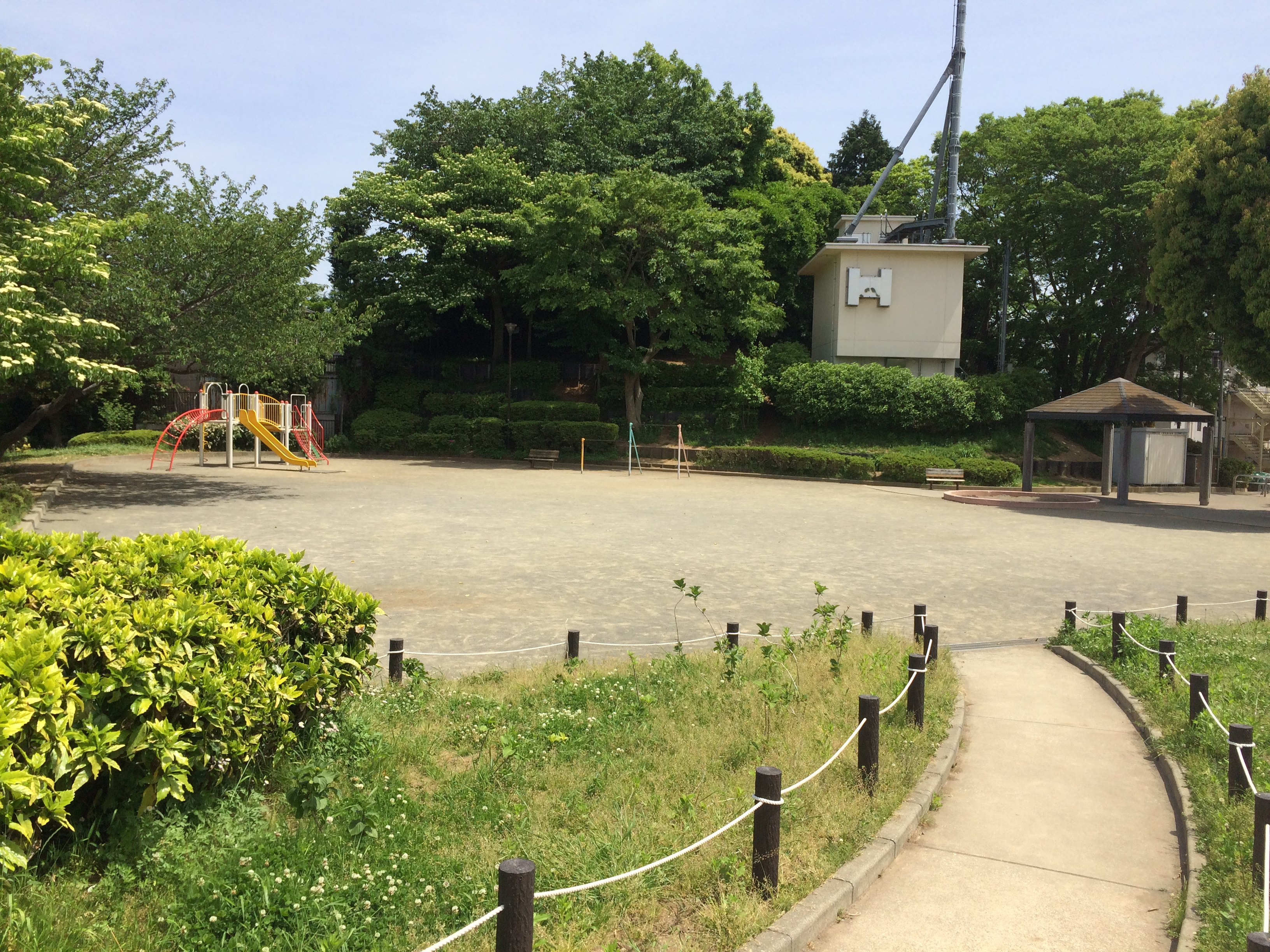
遊具や広場
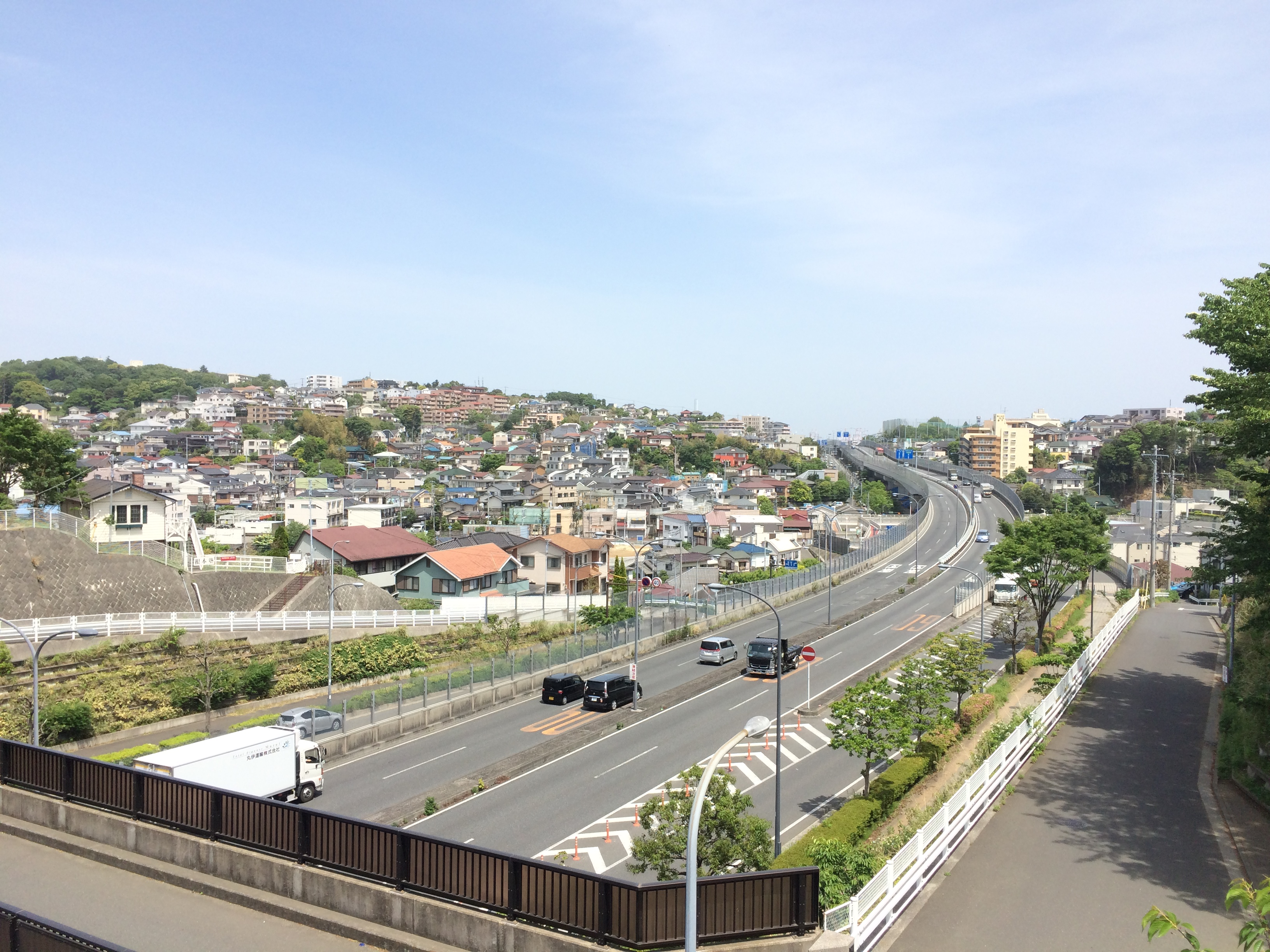
公園より磯子方面を望む
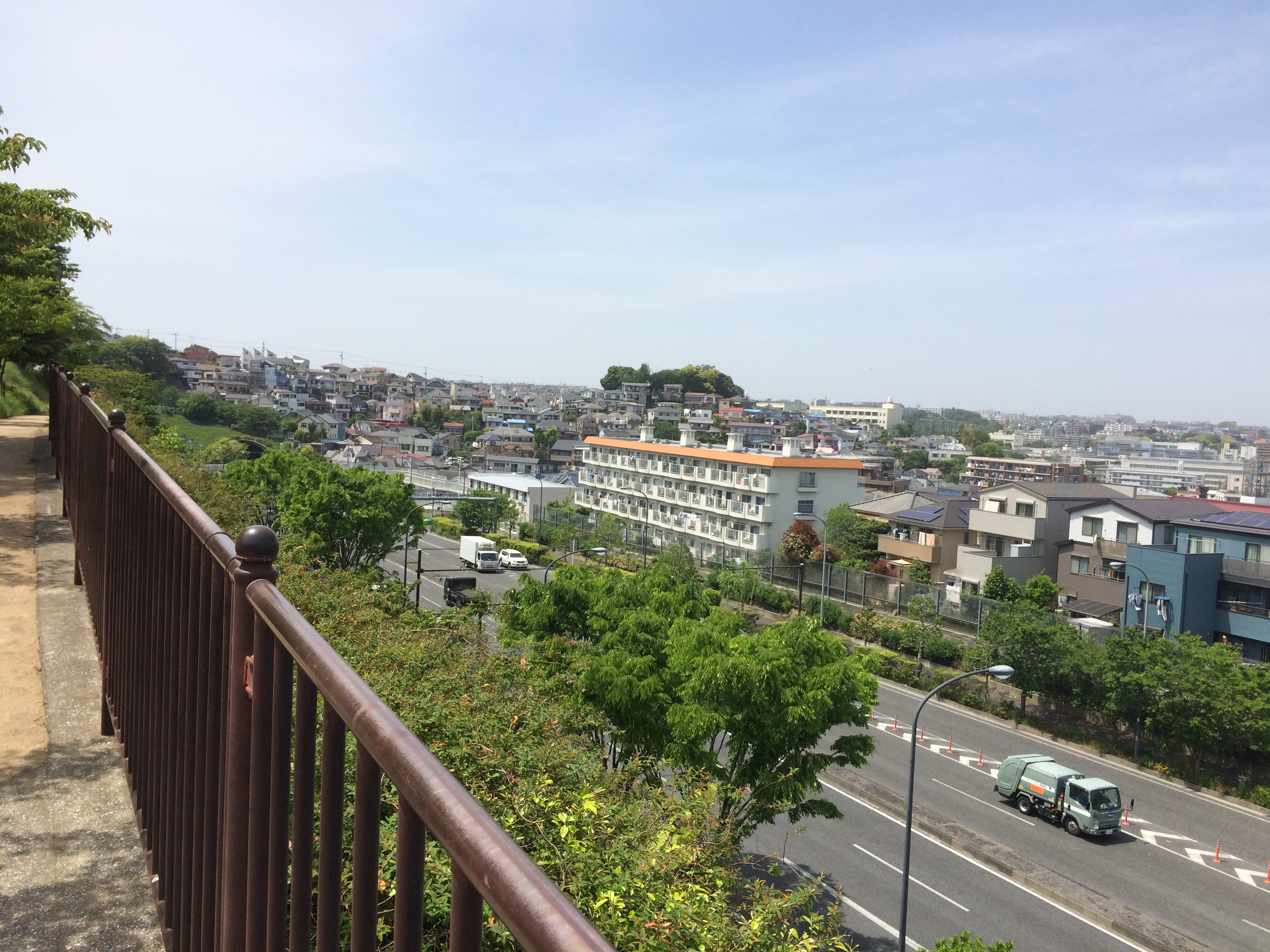
公園より桜道方面を望む
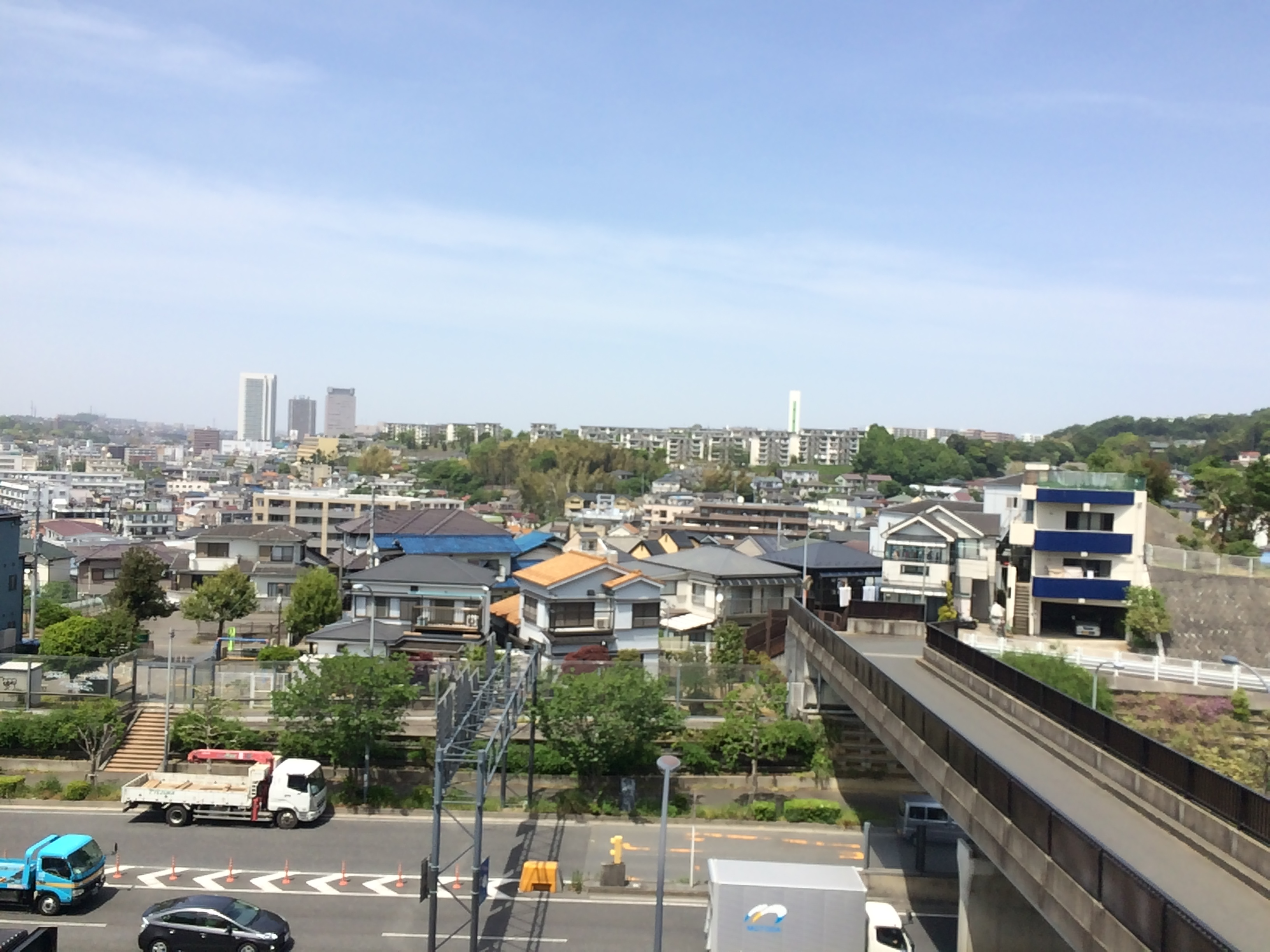
公園より上大岡方面を望む

## 文献
- 横浜市教育委員会 1990年（平成2年） 『平成元年度文化財年報（埋蔵文化財その8）』pp.5-6 NCID AN10275261
- 横浜市埋蔵文化財センター・横浜市道路局 1996年（平成8年） 『雑色杉本遺跡発掘調査報告-都市計画道路環状2号線街路整備事業（港南地区）に伴う埋蔵文化財発掘調査報告書-』NCID BN1590263X
- 横浜市教育委員会 2004年（平成16年） 『横浜市文化財地図』pp.90-91 NCID BB23262051
- 横浜市港南区役所区政推進課 2020年（令和2年）2月『ふるさと港南のまち自慢ガイドブック（PDF版）』pp.10-14（横浜市役所港南区役所「港南区制50周年を記念して「ふるさと港南のまち自慢ガイドブック」をリニューアルしました！」（2020年3月6日））